# Luis Walton
Luis Walton Aburto (Acapulco de Juárez, 1 de junio de 1949-Acapulco de Juárez, 20 de mayo de 2023) fue un abogado, empresario y político mexicano perteneciente al partido político de Movimiento de Regeneración Nacional. Fue senador por el estado de Guerrero de 2006 a 2008 y presidente municipal de Acapulco de Juárez entre 2012 y 2015. Fungió también como presidente nacional de Convergencia entre 2010 y 2011 y de Movimiento Ciudadano entre 2011 y 2012.

## Estudios y trayectoria política
Walton nació en Acapulco de Juárez y creció en el barrio de Manzanillo. En la primaria, estudió en la Escuela Ignacio Manuel Altamirano, posteriormente, ingresó a la secundaria no. 22 y la preparatoria la cursó en la prepa no. 3. Durante la prepa, en 1966 fue el año en que comenzó a incursionar en el ámbito político. Fue consejero universitario de la Escuela Preparatoria N.º 3, de 1966 a 1968. Estudió y finalizó sus estudios de Derecho en la Universidad Autónoma de Guerrero (UAG). Entre 1969 y 1972, fungió como secretario particular del Lic. Mario Huerta del Tribunal Superior de Justicia en Guerrero. Posteriormente, en 1975 se desempeñó como asesor jurídico del Consejo Nacional de Turismo en Acapulco hasta 1981. Así mismo, fue nombrado Oficial Mayor del H. del Ayuntamiento Constitucional en Acapulco de 1975 hasta 1977. Para 1978, fue nombrado Jefe de la oficina Federal de Hacienda en Acapulco hasta 1981. Después, tomó el cargo en 1978 como delegado de la Zona Federal de Turismo en el estado hasta 1983. También, para 1987 asumió el cargo de Consejero de Multibanco Comermex de 1987 a 1992, un año después, fue consejero del Banco Obrero en Acapulco, hasta 1995. Posteriormente, fue consejero del Banco Nacional de México. De 1992 hasta el 2012, fue presidente del patronato de la Universidad Loyola del Pacífico. En el periodo de 1999 hasta el 2002 fue presidente del Consejo Municipal de Participación Ciudadana en Seguridad pública en Acapulco. En 1997, fue nombrado vicepresidente de la Asociación Huracán Paulina A.C para la reconstrucción de Acapulco. En 1982 fue cónsul honorario de Austria en Guerrero y Oaxaca hasta 2006.
En el año 2003 fue candidato a diputado federal por el distrito 10 de Acapulco de la Cámara de Diputados de México hasta el 2006. Al término es elegido como senador del Senado de México del 2006 al 2012.
Fue integrante de las comisiones de: Turismo, Seguridad Pública, Medio Ambiente, Recursos Naturales, Pesca e integrante del Comité de Garantía de Acceso y Transparencia de la Información. En cada una de ellas, colaboró para la creación de iniciativas, reformas y propuestas de ley, las cuales nunca fuero eficaces.
Reforma al Art. 179 de la ley de Desarrollo rural sustentable para adicionar la fracción XII con el objetivo de incluir la miel de abeja como un producto básico estratégico en la alimentación de la población para fomentar y respetar la apicultura nacional aplicando un presupuesto destinado al proceso de obtención y promoción de la miel. Con ello, la Cámara de diputados evitaría priorizar otras áreas que afecten el detrimento de dicha actividad. 
Adicionar la fracción XI al Art. 1 de la Ley Federal de protección al consumidor para promulgar que los consumidores tengan la libertad de constituir grupos u otras organizaciones de consumidores para facilitar el acceso a la justicia a través de la conformación de un grupo de personas mediante la acumulación de reclamaciones individuales a través de un solo procedimiento, y con ello, reparar el daño que se ha ocasionado a los miembros del grupo. 
Se promovió la iniciativa con proyecto de decreto para expedir la Ley general de Cooperativas con la finalidad de incrementar la demanda de bienes y servicios para fortalecer los mercados internos e impulsar el desarrollo nacional. Lo anterior, busca que el cooperativismo sea estable y consistente, por ello, la necesidad de decretar una legislación dirigida a fomentar una democracia participativa que mejore las condiciones de vida de la sociedad  y a su vez, inducir crear política alternativas de desarrollo económico y social, responsable y sustentable.
Iniciativa para reformar las fracciones I y II del artículo constitucional 76 a efecto de otorgar al senado de la República la facultad de validar la designación del Secretario de Relaciones Exteriores. Lo anterior bajo el argumento y la posibilidad que tiene el senado de analizar las relaciones entre la política exterior y el ejecutivo federal para beneficiar al país. De esta forma, se consolida y fortalece la colaboración y corresponsabilidad entre los poderes ejecutivo y legislativo para aprobar un mejor desarrollo de la política exterior de México.  
Iniciativa con proyecto de decreto para reformar y adicionar un párrafo al Art. 262 y Art. 263 del Código Penal Federal con el propósito de impulsar mayor punibilidad a los delitos de “abuso sexual y estupro”.
Esta propuesta se crea con la finalidad de evitar que la parte ofendida omita o se niegue a declarar por estar susceptible a intimidaciones por la parte agresora, puesto que en algunas casos, se reciben amenazas aprovechando el trauma psicológico sufrido, terminando por otorgar el perdón a la parte acusada y finalizando el proceso penal.
El criterio que determina la Ley Federal de Derechos para clasificar las zonas fiscales, garantizar el pago de uso, goce o aprovechamiento de playas, se realiza con relación al desarrollo socioeconómico de los municipios. Actualmente la ley establece diez zonas, las cuales se encuentran desde los municipios económicamente más pobres, hasta los que tienen un alto ingreso, considerando entre otros aspectos, la derrama económica que tienen por la actividad turística que se desarrolla en los mismos. 
Por lo anterior, la propuesta generada fue la reforma al Art. 232-D de la ley Federal de Derechos para lograr que Acapulco sea considerado en la zona IX, y con ello garantizar un mejoramiento de los servicios turísticos y empleos para lograr una mejor y puntual recaudación de los pagos de derecho, acceso a las playas con mejores condiciones y una mejor protección y cuidado de la zona federal a partir del aumento de concesionario, puesto que actualmente el encontrarse en la zona X, ubica al puerto como un municipio desigual  contrastado en infraestructura con destinos como Los Cabos, Baja California, Puerto Vallarta, Jalisco, Solidaridad en Quintana Roo. Así, encontrarse en un nivel turístico acorde a las condiciones del municipio, sería posible aumentar la inversión para mantener las zonas en óptimas condiciones. 
Iniciativa para reformar y adicionar diversos artículos de la Ley Federal de Transparencia y acceso a la información pública gubernamental para fortalecer el sistema de rendición de cuentas de cualquier órgano, entidad, institución o cualquier figura que ejerza recurso público, instrumentar el aviso de privacidad como garantía para los titulares de los datos personales y robustecer el concepto de gratuidad para la solicitud de la información por parte de los usuarios. 
Puntualizar en la actualización de esta reforma, es instar a los ciudadanos a que evalúen y den seguimiento a las acciones, decisiones, tareas y conductas de los gobernantes, instituciones, servidores públicos y/o cualquier otra figura que reciba recursos del erario público.
Iniciativa con proyecto de decreto que reforma y adiciona la ley gubernamental que establece las bases del Sistema Nacional de Seguridad Pública para incorporar en el cuerpo de la ley general, la participación del poder legislativo federal. Con ello, se contaría con la expresión institucionalizada de la sociedad representada a través de los diputados federales y representación de los senadores de la república.  Expuesto lo anterior, se requiere que el Sistema Nacional de Seguridad Pública busque sentar las bases que propicien la reforma institucional y legal de la seguridad pública en los tres órdenes de gobierno, Así, se enfatiza la necesidad de la participación del poder legislativo Federal para coadyuvar a lograr la unificación de las legislaciones locales y con ello generar las condiciones para una amplia reforma legislativa destinada a someter a todas las autoridades judiciales a la transparencia y rendición de cuentas. 
Propuesta de ley para adicionar diversas disposiciones de la Constitución política, la ley federal de Responsabilidad Administrativa de los servidores públicos y código penal federal. El objeto de la reforma es prohibir a todos los servidores públicos el intervenir en los procesos electorales a favor o en contra de candidatos o partidos, por lo tanto, se propone adicionar al párrafo del Art. 108 que los funcionarios públicos en tiempo de campaña electoral se sujeten a lo establecido en el art. 8 en el que se estipulan las obligaciones como; abstenerse de efectuar aportaciones  provenientes del erario público a partidos políticos o brindar cualquier clase de apoyo gubernamental. De esta forma, debido a la importancia que hay en brindar difusión de las acciones llevadas a cabo por el gobierno para informar a la ciudadanía a través de la rendición de cuentas a la sociedad, será posible una correcta utilización de los recursos públicos para propiciar una verdadera democracia, 
El 23 de enero del 2010 Luis Walton Aburto tomó protesta como nuevo presidente nacional de Convergencia en sustitución de Luis Maldonado Venegas.
Un año más tarde, Convergencia se transforma en Movimiento Ciudadano en donde es nombrado coordinador, hasta que es electo Presidente Municipal de Acapulco y el 9 de septiembre de 2012 es sustituido por Dante Delgado Rannauro.
Al aliarse su partido con el PRD, fue ubicado en el sexto lugar en la lista de candidatos a senadores plurinominales y uno de los cinco senadores por Convergencia, entre los que destacan Gabino Cué, excandidato a Gobernador de Oaxaca y el expresidente nacional de Convergencia, Dante Delgado.
Gana las elecciones en Acapulco para asumir la presidencia municipal en el periodo del 2012 hasta el 2015.

### Candidaturas a la presidencia municipal de Acapulco
Fue candidato por Convergencia a la alcaldía de Acapulco, en el 2002, en el 2005, y 2008 perdiendo en las primeras dos ocasiones frente a los candidatos que presentó el PRD, y la tercera contra el candidato del Partido Revolucionario Institucional quedando en la primera ocasión en un tercer lugar con 11% de los votos frente al candidato perredista Alberto López Rosas y en la segunda alcanzó el segundo puesto con poco más del 35% de los votos.
El 22 de junio de 2008, compitió en la elección interna de su partido para elegir candidato a la Presidencia Municipal de Acapulco en las elecciones de octubre resultando triunfador y proclamándose candidato el día 25 de junio. En consecuencia, solicitó licencia como senador a partir del 30 de julio de 2008.

### Elecciones 2012
El 23 de mayo de 2012 fue nombrado candidato a la presidencia del municipio de Acapulco por la coalición Movimiento Progresista, aunque las campañas de los candidatos estuvieron vigentes desde el 30 de marzo al 27 de junio de 2012, existiendo un único debate el 21 de junio de 2012. Luis Walton resultó vencedor en las elecciones celebradas el 1 de julio de 2012, superando al segundo lugar Fermín Alvarado Arroyo por un 20.35 por ciento.

## Presidente municipal

### Toma de protesta
Luis Walton tomó protesta el día 29 de septiembre de 2012 en el salón Teotihuacán del Centro Internacional Acapulco, en donde asistieron aproximadamente 3500 personas. El presidente electo comenzará funciones oficialmente como presidente municipal de Acapulco el primer segundo de este domingo 30 de septiembre.
A la ceremonia asistieron personajes diversos de la izquierda y la política nacional, como: el entonces jefe de gobierno del Distrito Federal, Marcelo Ebrard Casaubon; el líder nacional del PRD, Jesús Zambrano Grijalva; el exlíder nacional del sol azteca, Jesús Ortega Martínez; el diputado federal Ricardo Mejía Berdeja; el legislador federal Ricardo Monreal Ávila; el diputado local Ángel Aguirre Herrera, en compañía del senador perredista Sofío Ramírez; los exalcaldes de Acapulco, Alberto López Rosas, Félix Salgado Macedonio, Juan Salgado Tenorio e Israel Soberanis; el secretario general del gobierno del estado de Guerrero, Humberto Salgado Gómez; el secretario de Salud, Lázaro Mazón Alonso; el senador perredista Armando Ríos Piter. Además, Rafael Moreno Valle, gobernador de Puebla; Manuel Velasco Coello, gobernador electo de Chiapas; y el empresario Miguel Alemán Velasco.

### Propuestas de campaña

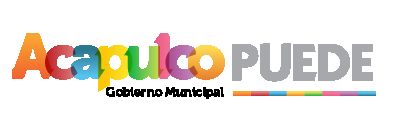
Logotipo del gobierno municipal de Acapulco 2012-2015.

- Conseguir inversión, promover el turismo y capacitar a la gente con el propósito de atraer más visitantes mexicanos y extranjeros para generar más empleos bien pagados.
- Capacitar y certificar policías así como mejorar el equipamiento, para reducir la violencia.
- Examinar a los servidores públicos y revisar sus antecedentes a fin de denunciar o despedir a todos aquellos que sean corruptos; fomentar la transparencia para disminuir la corrupción.
- Eficientar los servicios públicos, en particular el suministro de agua y la recolección de basura.

### Logros de campaña
Durante la administración, se logró el primer lugar en transparencia en todo Guerrero en la evaluación de “Comunicación para el Desarrollo Comunitario A.C” con 93.3 puntos sobre 100. Tercer lugar en la aplicación del Presupuesto Basado en Resultados, otorgados por la Secretaría de Hacienda y Crédito Público a nivel nacional entre todos los municipios del país.
Obra Pública
- Bulevar Vicente Guerrero (Entrada de Acapulco
- Carretera Puerto Marqués-Cayaco
- Eje Central Renacimiento
- Ampliación del paso elevado Bicentenario
- Avenida Fuerza Aérea, entrada de pie de la cuesta
- Avenida Constituyentes
- Circuitos viales de la colonia Emiliano Zapata, Postal y Lomas Verdes.
- Calle Bernal Díaz del Castillo
- Calle Niños Héroes
- Calle Capitán Mala Espina

Agua
Con la conclusión del acueducto de Lomas de Chapultepec, la renovación de drenaje sanitario y la rehabilitación de 16 plantas tratadoras de agua potable, se llevó agua entubada a 375.000 acapulqueños. En el 2012 se recibían 1,200 litros por segundo y en el 2015 se recibieron 3,200 litros por segundo. 
Administración eficiente
Se redujo la deuda histórica, en el 2012 se recibió una administración con 2592 millones de pesos, en el 2015, se entregó una administración con 1231 millones de pesos. Se redujo la nómina  del ayuntamiento en un 18%

### Controversias

#### Quiebra financiera
Al inicio del mandato Luis Walton declaró en quiebra financiera al puerto turístico de Acapulco debido a que heredó de su antecesor, Manuel Añorve Baños una deuda de 1571.8 millones de pesos, más un déficit al mes de diciembre de este año de 270 millones de pesos, que en total son 2,142.8 millones de pesos, lo que representa un incremento de hasta 400%, por lo que el alcalde solicitó al gobierno federal realizar un rescate financiero.
Como parte del presupuesto en 2013, Acapulco recibirá 2000 millones en 2013. Sin embargo, el municipio debe 2142.80 millones de pesos como cifra total.